# Багешвар
Багешвар (англ. Bageshwar) — город, расположенный в предгорьях Гималаев в индийском штате Уттаракханд, административный центр округа Багешвар.

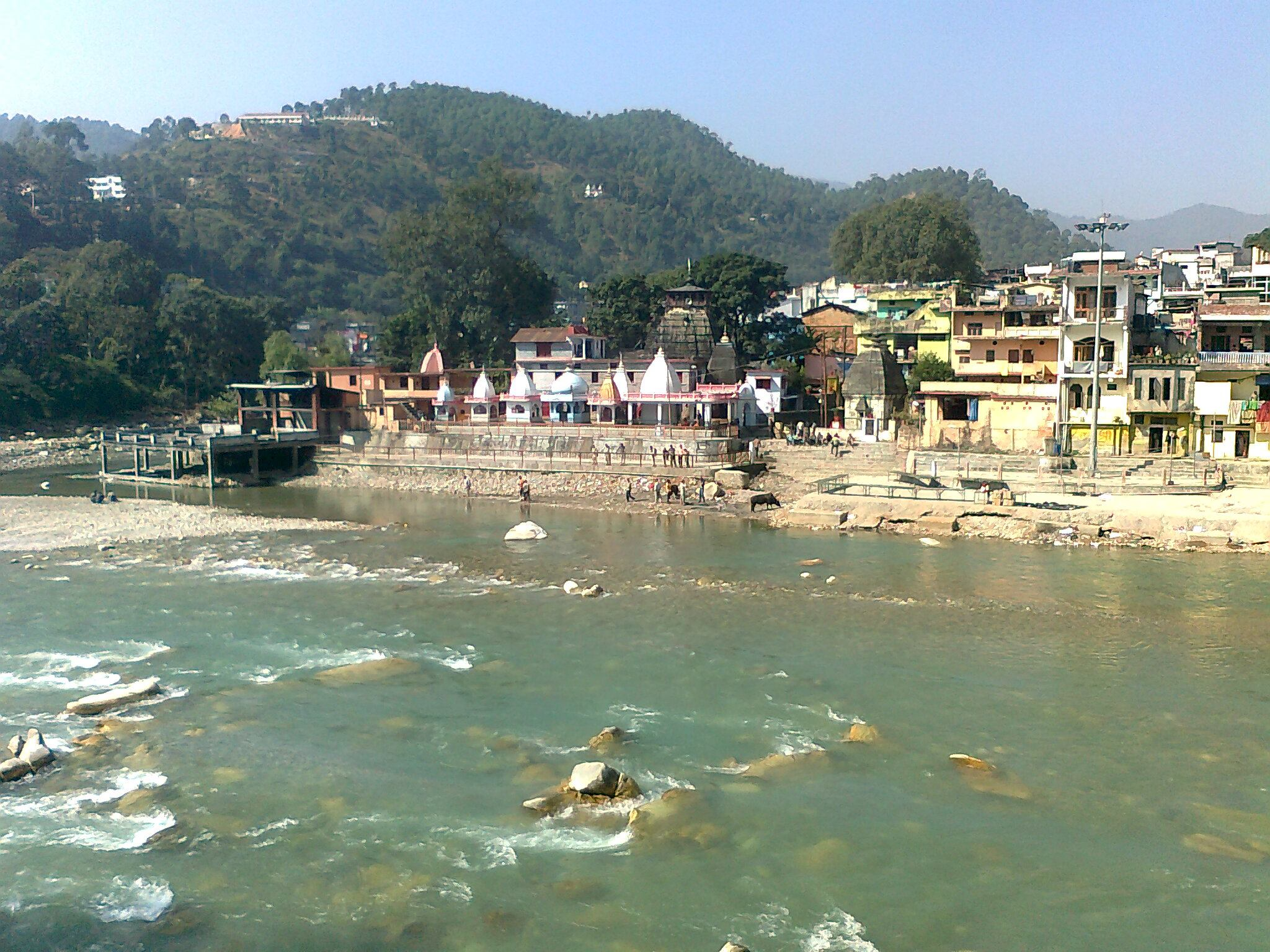
Вид с реки на храм Багнат

Город расположен у впадения реки Сараю в Ганг. Багешвар, вместе с недалеко расположенным посёлком Байджинатх, имеет большое туристическое значение, здесь расположены несколько старинных храмов приблизительно X века.
Население города — 7 803 жителей (2001), мужчины составляют 55 %, а женщины 45 % населения. Средний уровень грамотности 75 %, что выше, чем в среднем по стране 59,5 %. 13 % населения в возрасте до 6 лет.